# Kingdom (serie televisiva 2014)
Kingdom è una serie televisiva statunitense creata da Byron Balasco, trasmessa per tre stagioni dal 2014 al 2017 su Audience Network.
DirecTV ha rinnovato la serie per altri venti episodi, che andranno in onda nel 2015 e 2016. Il 7 luglio 2016, la serie è stata rinnovata per una terza stagione. Il 1º aprile è stato annunciato che la serie chiuderà dopo la terza stagione.

## Trama
Alvey e Lisa sono fidanzati e soci in affari, proprietari della palestra "Navy Street" specializzata nel combattimento di arti marziali miste a Venice, California. Tra molte difficoltà, Alvey e Lisa lottano quotidianamente per tenere aperta la palestra e si affidano al talento di Jay, figlio di Alvey, che si dimostra un ottimo lottatore. L'arrivo in città di Ryan Wheeler, esperto lottatore ed ex fidanzato di Lisa appena uscito di prigione, complica ulteriormente le cose.

## Personaggi ed interpreti

### Principali
- Alvey Kulina (stagioni 1-3), interpretato da Frank Grillo.
Proprietario della palestra "Navy Street", che gestisce assieme alla fidanzata Lisa. È il padre di Jay e Nate.
- Lisa Prince (stagioni 1-3), interpretata da Kiele Sanchez.
Fidanzata di Alvey, con cui gestisce palestra "Navy Street".
- Ryan Wheeler (stagioni 1-3), interpretato da Matt Lauria.
È un ex lottatore di MMA e atleta di fama mondiale. Dopo un periodo di gloria finisce in carcere e la sua carriera si interrompe. È un ex fiamma di Lisa.
- Jay Kulina (stagioni 1-3), interpretato da Jonathan Tucker.
È il figlio maggiore di Alvey, con cui ha un rapporto conflittuale a causa del suo temperamento.
- Nate Kulina (stagioni 1-3), interpretato da Nick Jonas.
È il figlio minore di Alvey. È un emergente e talentuoso lottatore di arti marziali miste, segretamente omosessuale.
- Christina Kulina (stagioni 1-3), interpretata da Joanna Going.
È l'ex moglie di Alvey e madre di Jay e Nate, con problemi mentali e di abuso di droghe.
- Alicia Mendez (stagioni 2-3), interpretata da Natalie Martinez.
Prima donna lottatrice ammessa alla "Navy Street".

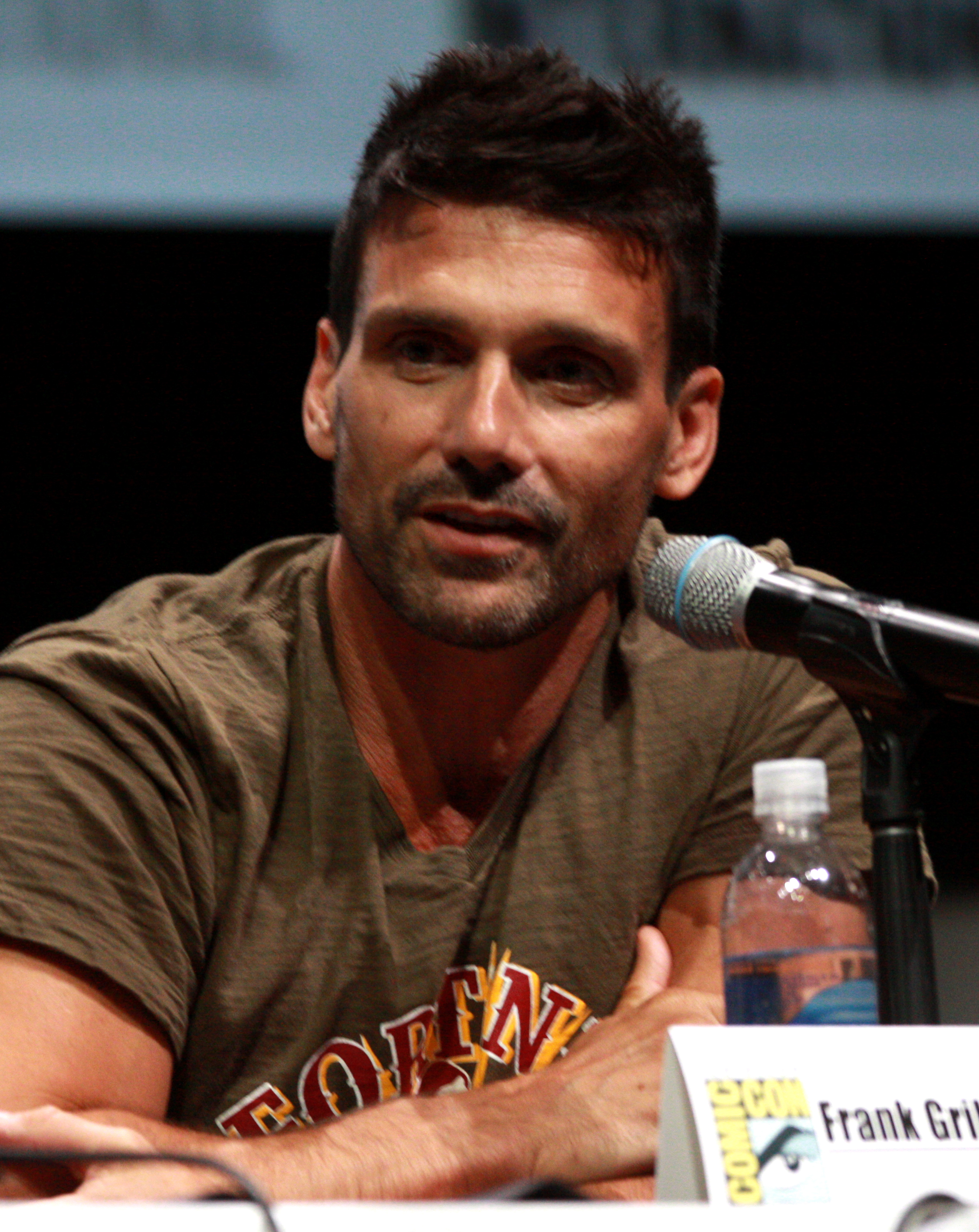
Frank Grillo interpreta Alvey Kulina
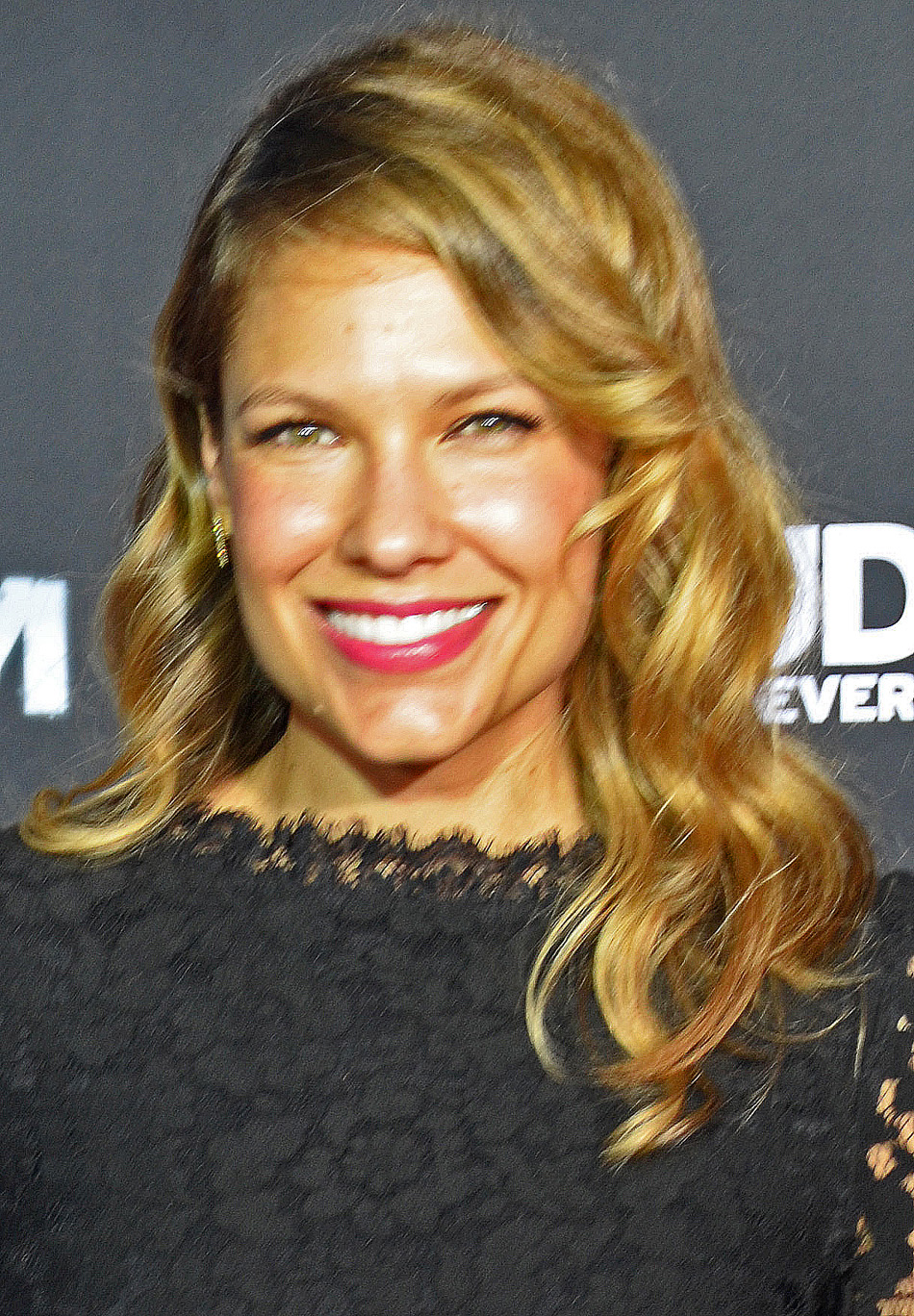
Kiele Sanchez interpreta Lisa Prince
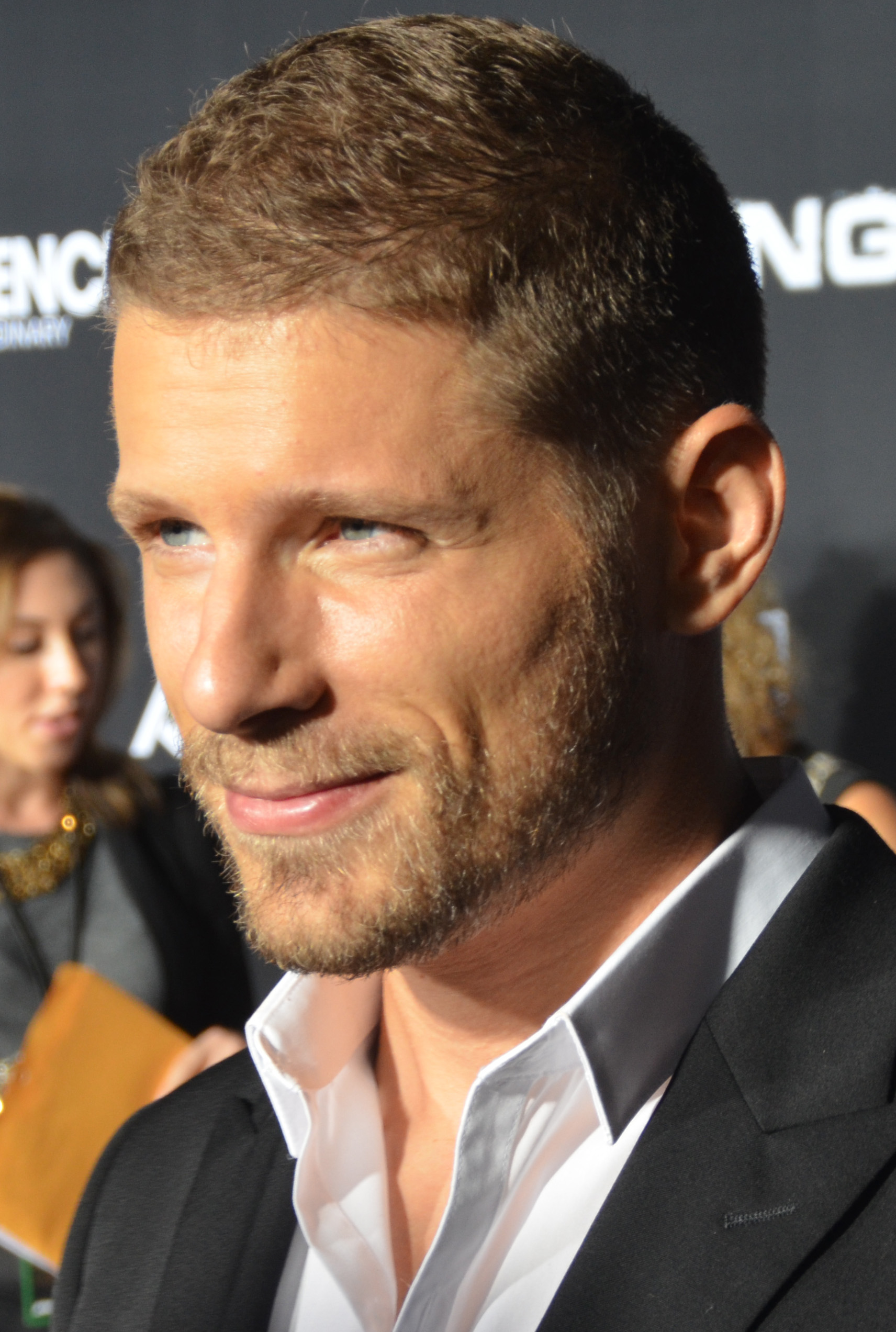
Matt Lauria interpreta Ryan Wheeler
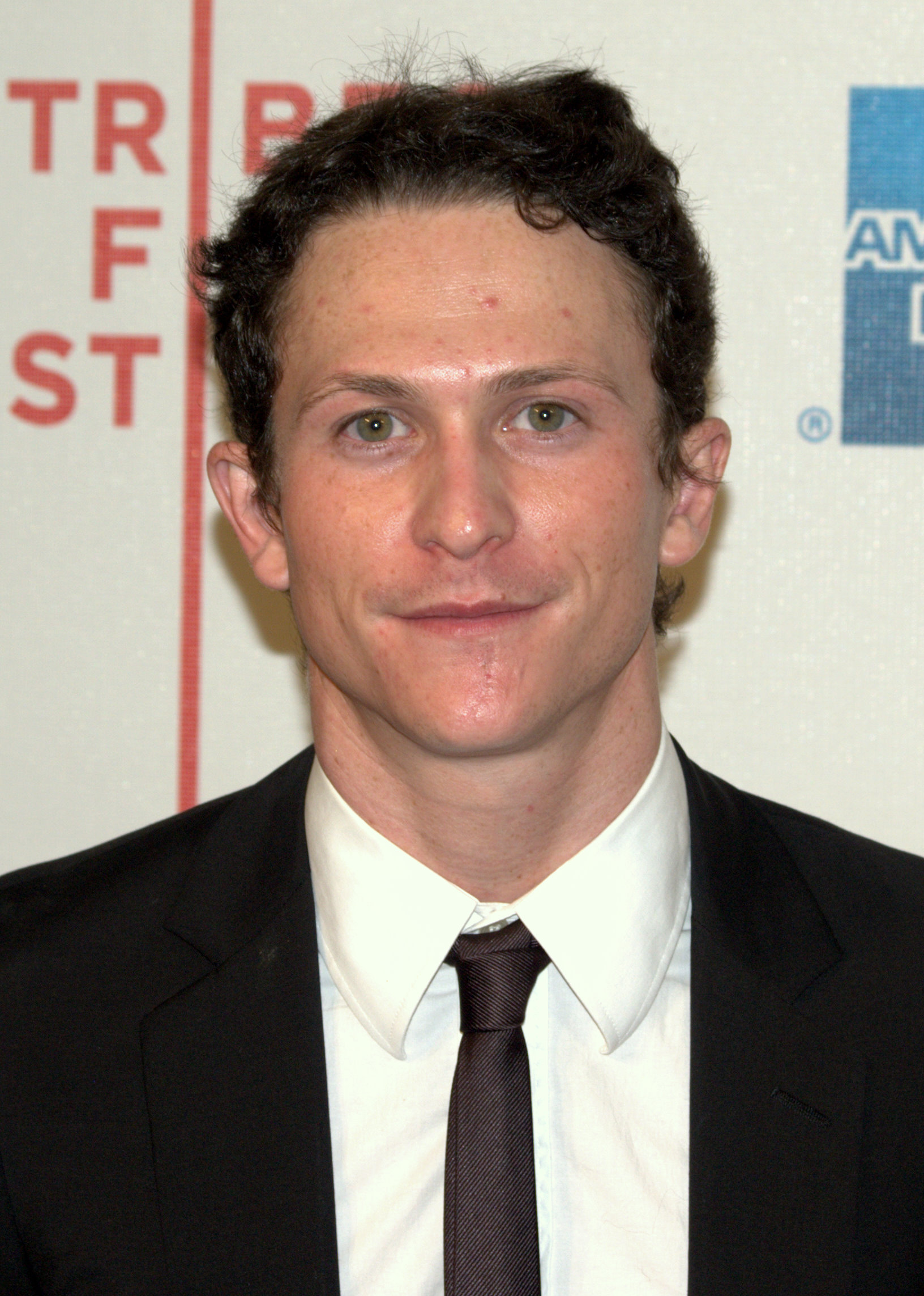
Jonathan Tucker interpreta Jay Kulina
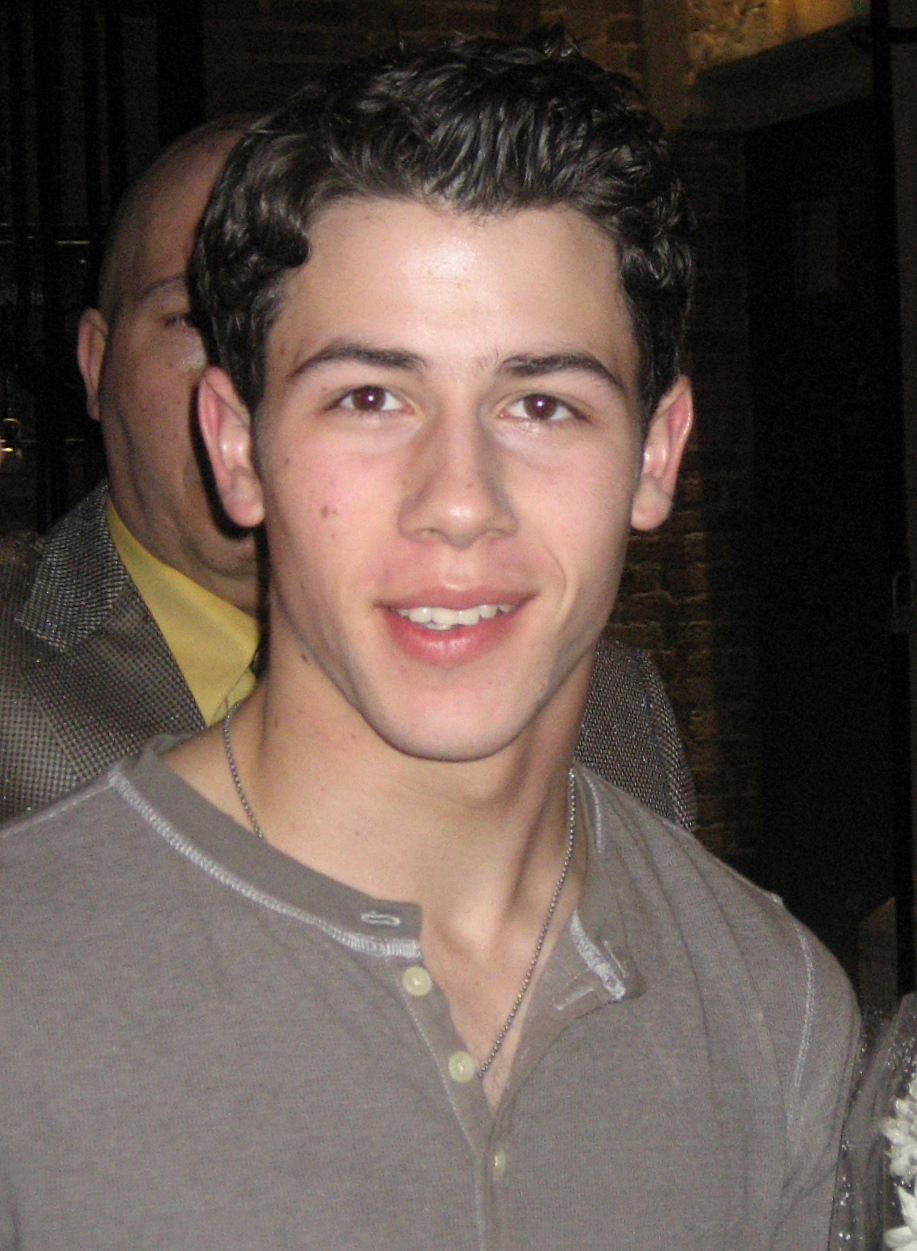
Nick Jonas interpreta Nate Kulina
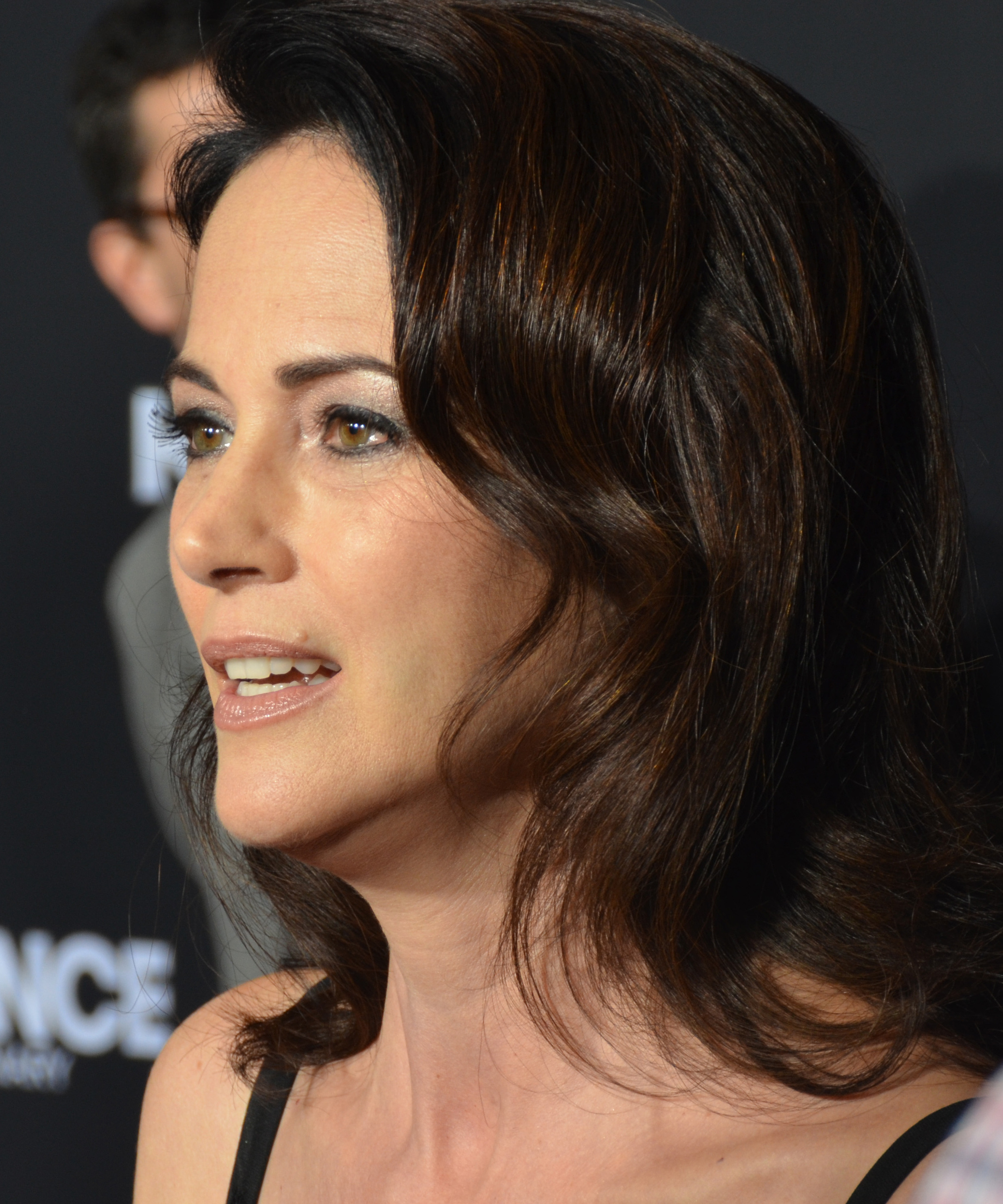
Joanna Going interpreta Christina Kulina
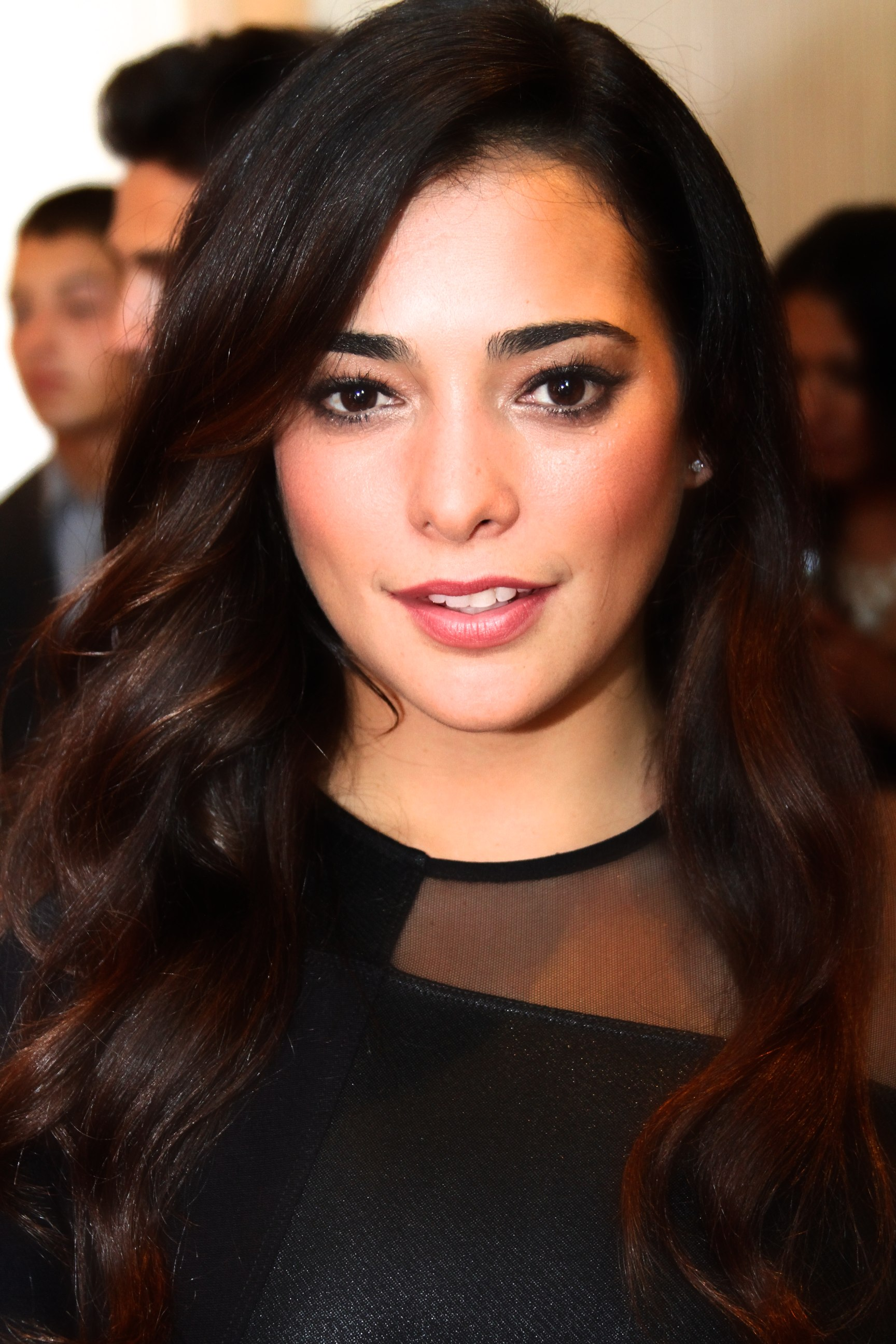
Natalie Martinez interpreta Alicia Mendez

### Ricorrenti
- Shelby (stagioni 1-3), interpretata da Juliette Jackson.
Amica di Lisa che lavora alla reception della Navy St. Gym
- Keith (stagioni 1-3), interpretato da Paul Walter Hauser.
Compagno di stanza di Ryan.
- Mac Sullivan (stagioni 1-3), interpretato da Mac Brandt.
Infermiere, personale amico e spacciatore dei Kulina.
- Michael (stagione 1), interpretato da Ronnie Gene Blevins.
Bullo compagno di stanza di Ryan e Keith.
- Carlos (stagione 1), interpretato da Mario Perez.
Membro di una gang coinvolto nel pestaggio a Nate.
- Tatiana (stagione 1), interpretata da Meaghan Rath.
Psichiatra personale di Nate.
- Terry (stagioni 1-2), interpretato da Jamie Harris.
Pappone inglese di Christina e suo protetto.
- Diego Diaz (stagione 1), interpretato da Jai Rodriguez.
Psichiatra personale di Nate dopo il ritiro di Tatiana.
- Garo Kassabian (stagioni 1-3), interpretato da Bryan Callen.
È un promotore di lotta.
- Ragazza dei round (stagione 1), interpretata da Rebecca Olejniczak.
- Coach di lotta "Daddy" (stagione 1), interpretato da Joe Stevenson.
- Dr. Kramer (stagione 1), interpretato da Phil Abrams.
Terapista di Alvey.
- Bucky DeMarco (stagione 1), interpretato da Jamie Kennedy.
È un promotore di lotta.
- Sean Chapas (stagione 2), interpretato da Mark Consuelos.
Amico di Alvey ed ex-combattente divenuto uomo d'affari.
- Laura Melvin (stagione 2), interpretata da Jessica Szohr.
È una fotografa professionista che diventa la nuova fidanzata di Jay dopo aver fatto un servizio fotografico su di lui.
- Dominic Ramos (stagione 3), interpretato da Kirk Acevedo.

## Episodi
| Stagione         | Episodi | Prima TV originale | Prima TV Italia |
| ---------------- | ------- | ------------------ | --------------- |
| Prima stagione   | 10      | 2014               | inedita         |
| Seconda stagione | 20      | 2015-2016          | inedita         |
| Terza stagione   | 10      | 2017               | inedita         |